# Annemarie Mevissen
Annemarie Mevissen, geborene Schmidt (* 24. Oktober 1914 in Bremen; † 13. Juli 2006 ebenda) war eine deutsche Politikerin (SPD). Sie war von 1951 bis 1975 Senatorin und von 1967 bis 1975 Bürgermeisterin und stellvertretende Regierungschefin der Freien Hansestadt Bremen.

## Biografie

### Ausbildung, Beruf und Familie
Mevissen wurde im Ortsteil Werderland in Bremen-Burglesum geboren. 1934 zog sie nach Oberneuland. Sie entstammte einer Familie mit sozialdemokratischer Tradition. Ihr Vater Wilhelm Schmidt zählte in der Zeit der Weimarer Republik zu den bekanntesten Sozialpolitikern Bremens. Bereits 1933 wurde er von den Nazis aus dem öffentlichen Dienst entfernt und verbrachte später mehrere Jahre in einem Arbeitslager. In den Nachkriegsjahren war ihr Vater wesentlich am Wiederaufbau der Bremer Verwaltung beteiligt und zählt zu den Autoren der Bremer Landesverfassung, die 1947 in Kraft trat.
Mevissen besuchte die Oberschule und machte 1934 ihr Abitur. Im Dritten Reich wurde Mevissen eine Ausbildung zur Lehrerin mit der Begründung „politisch unzuverlässig“ verweigert, da sie sich in der Sozialistischen Arbeiter-Jugend engagiert hatte. Stattdessen arbeitete sie zunächst als Buchhändlerin in Leipzig, Marburg und Göttingen. 1943 heiratete sie Werner Mevissen, der nach dem Krieg über dreißig Jahre die Stadtbibliothek Bremen als Bibliotheksdirektor leitete. Um die Jahreswende 1944/1945 kehrte Mevissen hochschwanger nach Bremen zurück, während ihr Vater immer noch im Arbeitserziehungslager Farge in Haft saß.
Nach Kriegsende 1945 arbeitete Mevissen zunächst mit Flüchtlingskindern und organisierte Zeltlager.

### Politik
Über ihren Vater, der die Haft im Arbeitslager überlebt hatte, fand sie schnell den Weg in die Politik: Seine Mitwirkung am Entstehen der Landesverfassung erlebte sie intensiv mit. 1946 kandidierte sie für die verfassunggebende Versammlung Bremens. Dass sie dabei als Sozialdemokratin im eher ländlich-bürgerlichen Oberneuland mit nur 36 Stimmen Unterschied gegen den langjährigen Ortsbürgermeister Friedrich Behrens unterlag, hat sie selber immer als Erfolg betrachtet.
Schon 1947 wurde Mevissen, die damals bereits Mutter einer zweijährigen Tochter war, für die SPD als jüngste Abgeordnete in die Bremische Bürgerschaft gewählt. 1951, drei Jahre nach der Geburt ihres zweiten Kindes, wurde sie von Bürgermeister Wilhelm Kaisen als Senatorin für das Jugendwesen berufen. 1959 kamen noch das Ressort Wohlfahrt und zeitweise Sportförderung zu ihrem Zuständigkeitsbereich hinzu. 1967 wurde Mevissen zur Bürgermeisterin und damit zur Stellvertreterin des Bürgermeisters und Präsidenten des Senats Hans Koschnick gewählt. Sie war damit die erste Frau, die in einem Bundesland der Bundesrepublik Deutschland das Amt eines stellvertretenden Regierungschefs innehatte. Dies war damals so ungewöhnlich, dass sie bis zu ihrer Verabschiedung aus dem Senat im Jahre 1975 auf ihren Wunsch hin immer unter der Amtsbezeichnung „Bürgermeister“ geführt wurde.
Bundesweite Bekanntheit erlangte sie während der Bremer Straßenbahnunruhen 1968. Als im Januar 1968 die Schüler- und Studentendemonstrationen um die geplanten Tariferhöhungen der BSAG zu eskalieren drohten, kletterte sie auf eine Streusandkiste und fand die richtigen Worte, um die gefährliche Situation wieder in Richtung Dialog zu lenken. Damals wurde sie oft als der „einzige Mann im Bremer Senat“ bezeichnet. Als sie im Alter von 60 Jahren im Februar 1975 auf eigenen Wunsch aus der Politik ausschied, war sie mit 23 Dienstjahren die bis dahin dienstälteste Landesministerin der Bundesrepublik Deutschland. 

### Malerin und Schriftstellerin
Nach ihrem Ausscheiden aus der Politik verschaffte sich Mevissen Anerkennung als Malerin. Ihre Bilder mit Bremer Motiven wurden wiederholt im Haus der Bremischen Bürgerschaft ausgestellt. Sie schrieb zudem verschiedene Bücher über Bremen.
Annemarie Mevissen liegt auf dem Riensberger Friedhof in Bremen-Schwachhausen begraben.

## Ehrungen
- Mevissen erhielt 1975 die Bremische Ehrenmedaille in Gold
- Sie wurde am 6. September 2005 Ehrenbürgerin der Hansestadt Bremen
- Das Kinderhaus Annemarie Mevissen in der Martin-Buber-Straße in Bremen-Arsten wurde nach ihr benannt
- Seit dem 12. November 2014 trägt ein zuvor namenloser Weg in den Bremer Wallanlagen den Namen Bürgermeisterin-Mevissen-Weg

## Werke
- Jugendhilfe: eine Aufgabe der Gesellschaft. Bremen ca. 1956.
- Am Rande der Stadt Bremen, Oberneuland. Hauschild, Bremen 1979, ISBN 3-920699-27-0.
- Im Herzen der Stadt Bremen: Der Bürgerpark. Hauschild, Bremen 1980, ISBN 3-920699-32-7.
- Erzählte Bilder aus der Provence. Hauschild, Bremen 1982, ISBN 3-920699-42-4.
- Erlebtes aus der Politik. Hauschild, Bremen 1984, ISBN 3-920699-56-4.
- Bille, eine junge Labrador-Hündin. Hauschild, Bremen 1986 (?), ISBN 3-920699-77-7.
- Die Bremer Wallanlage. Hauschild, Bremen 1988, ISBN 3-920699-93-9.
- Hinter den Deichen: Die Wümmeniederung. Hauschild, Bremen 1989, ISBN 3-926598-06-9.
- Die Weser – Begleitet von Sagen, Märchen und Legenden. Hauschild, Bremen 1990, ISBN 3-926598-38-7.
- Alte Parks am Rande der Stadt Bremen. Hauschild, Bremen 1992, ISBN 3-926598-59-X.
- Vor den Toren der Stadt Bremen – das Oldenburger Land. Hauschild, Bremen 1993, ISBN 3-926598-76-X.
- Mit Pinsel und Zeichenstift auf Reisen in Europa. Hauschild, Bremen 1994, ISBN 3-929902-50-8.
- Mein Garten und seine Blumen. Hauschild, Bremen 1996, ISBN 3-931785-00-9.
- Bäume am Wasser und an Wegen. Hauschild, Bremen 1997, ISBN 3-931785-41-6.